# Снешелл, Элинор
Элинор Снешелл (англ. Elinor Sneshell) — англичанка-цирюльник, ведшая свою деятельность во времена правления Елизаветы I. В 1593 году она была включена в Returns of Strangers как вдова, родом из Валансьена, жившая в Лондоне в течение 26 лет. Снешелл была одной из двух известных цирюльников-женщин, практиковавших в тот период.